# Amphipoea brunnea
Amphipoea brunnea är en fjärilsart som beskrevs av Tutt 1891. Amphipoea brunnea ingår i släktet Amphipoea och familjen nattflyn. Inga underarter finns listade i Catalogue of Life.